# Poussy-la-Campagne
Poussy-la-Campagne település Franciaországban, Calvados megyében. Lakosainak száma 90 fő (2018. január 1.). Poussy-la-Campagne Billy, Cauvicourt, Cintheaux, Conteville, Fierville-Bray, Saint-Aignan-de-Cramesnil és Saint-Sylvain községekkel határos.

## Népesség
A település népességének változása:
| Lakosok száma | 86   | 83   | 94   | 90   | 92   | 93   | 98   | 99   | 100  | 90   |
|               | 1968 | 1975 | 1982 | 1990 | 1999 | 2011 | 2013 | 2015 | 2017 | 2018 |